# Podjebrád Szidónia szász hercegné
Podjebrád Szidónia (Prága, 1449. november 14. – 1510. február 1.) cseh királyi hercegnő, szász hercegné, Podjebrád Katalin magyar királyné ikertestvére.

## Testvérei

### Édestestvérei
- Boček (1442. július 15. – 1496. szeptember 28.)
- Viktorin (1443. május 29. – 1500. augusztus 30.), Münsterberg, Opava hercege és Kladsko grófja, aki háromszor nősült (1. feleség: Ptáčková Margit cseh úrnő, 2. feleség: Cieszyn Zsófia hercegnő, 3. feleség: Montferrati Margit), és összesen 7 gyermeke született, öt leány (Johanna, Magdolna, Anna, Ursula és Apollónia) és két fiú (Lőrinc és Bertalan)
- Barbara (Borbála) (1446–1469), első férje Lipé Henrik, a második pedig Ronov János lett
- (Idősebb) Henrik (1448–1498) Brandenburgi Ursula (Orsolya) őrgrófnőt vette nőül, aki nyolc gyermeket szült neki, öt fiút (Albert, György, János, Károly és Lajos) és három leányt (Margit, Magdolna és Szidónia)
- Katalin (1449–1464), Szidónia ikertestvére, Corvin Mátyás magyar király első felesége volt, ám a királyné, miután fiúgyermeket szült, a fiával együtt meghalt.
- Szidónia

### Féltestvérei
- (Ifjabb) Henrik (1452. május 18. – 1492. július 1.) Wettin Katalin türingiai tartománygrófnőt, Szász Vilmosnak és Habsburg Anna magyar hercegnőnek, Albert magyar király és Luxemburgi Erzsébet – Zsigmond magyar király és Cillei Borbála lánya – lányának a lányát vette el, akitől egy fia, Frigyes és egy leánya született, Anna, ágyasától, Vojkova Katalintól pedig egy másik Frigyes nevű fiú
- Frigyes (1453–1458)
- György (1454/55–1459/62)
- Ludmilla (1456. október 16. – 1503. január 20.) Liegnitzi Frigyes herceg felesége lett, akinek három fiút szült, Jánost, Frigyest és Györgyöt.
- János (1456 után–1459)

## Élete
I. (Podjebrád) György cseh királynak és első feleségének, Sternbergi Kunigunda cseh bárónőnek a harmadik leánya. Ő volt Podjebrád Katalin későbbi magyar királyné ikertestvére, aki Hunyadi Mátyás király első felesége lett 1463-ban.
Apai nagyszülei: Podjebrád Viktorin kunštáti (kunstadti) báró és Wartenbergi Anna glatzi várgrófnő
Anyai nagyszülei: Sternbergi Smil és Pardubicei Barbara
Szidónia édesanyja néhány nappal ikerlányai születése után meghalt gyermekágyi lázban, csupán 24 évesen. Apjuk 1450-ben újranősült, második hitvese a 20 éves Rozmital Johanna  lett, akivel 21 évig voltak házasok. Frigyükből két fiú és két leány született. 
A hercegné 1510. február elsején, 60 éves korában hunyt el.

## Családja
1459 novemberében Szidóniát eljegyezték a 16 éves III. Albert szász herceggel, akihez 1464. május 11-én feleségül is ment. Meissenben telepedtek le. Szidónia elvakult katolikus asszony volt, aki gyűlölte a háborút és a vele járó erőszakot. 1500. szeptember 12-én a hercegné megözvegyült. Frigyükből kilenc gyermek született, két leány és hét fiú. Többé nem ment férjhez.
- Katalin (1468. július 24 – 1524. február 10.), először Habsburg Zsigmond főherceghez, Tirol (hercegesített) grófjához ment nőül, második hitvese pedig Braunschweig-Calenberg Erik herceg lett, ám csak a második frigyből származott gyermek, egy Anna Mária nevű kislány, aki korán meghalt.
- György (1471. augusztus 27 – 1539. április 17.), aki Jagelló Barbara lengyel királylányt vette el,[2] kitől 10 gyermeke született, öt fiú (Kristóf, János, Wolfgang, Kristóf és Frigyes) és öt lány (Anna, Ágnes, Krisztina, Magdolna és Margit)
- Henrik (1473. március 16 – 1541. augusztus 18.), aki Mecklenburg Katalin hercegnőt vette nőül, kitől hat gyermeke származott, három fiú (Móric, Szeverinó és Ágost) és három lány (Szibill, Emília és Szidónia)
- Frigyes (1474. október 26 – 1510. december 14.), aki nem nősült meg, s gyermekeiről sem tudunk
- Anna (1478. augusztus 3 – 1479)
- egy ismeretlen nevű, halvaszületett fiú (1479)
- Lajos (1481. szeptember 28 – 1498 után)
- János (1484. június 24 – 1484. június 24.)
- János (1498. december 2 – 1498 vége?)